# Теријаска (Ђенова)
Теријаска је насеље у Италији у округу Ђенова, региону Лигурија.
Према процени из 2011. у насељу је живело 316 становника. Насеље се налази на надморској висини од 298 м.